# Kanda (Fukuoka)
Kanda (苅田町, Kanda-machi) est un bourg du district de Miyako, dans la préfecture de Fukuoka, au Japon.

## Géographie

### Démographie
Au 1er août 2014, la population de Kanda s'élevait à 36 292 habitants répartis sur une superficie de 46,61 km2.